# Polewacz polany
Polewacz polany (fr. L'Arroseur arrosé) – film niemy zrealizowany w 1895 przez braci Lumière. Premiera filmu odbyła się 28 grudnia 1895 w Salon indien du Grand Café w Paryżu.
Był pierwszym i jedynym filmem, który wyszedł spod ręki braci Lumière i posiadał własną fabułę i inscenizowane wydarzenia. Uważany jest za pierwowzór filmu fabularnego. 
Prawdopodobnie pomysł jego stworzenia powstał podczas przeglądania humorystycznych rysunków w albumie księgarni Quantin, wydanym w 1887. Bracia Lumière zwrócili uwagę na opowiadanie Hermanna Vogla o psotnym chłopaku, który celowo postawił nogę na gumowym wężu trzymanym przez ogrodnika. Ten zaniepokojony przerwaniem dopływu wody zaczął reperować otwór węża, bacznie się mu przyglądając. Wtedy chłopiec podniósł nogę i strumień wody uderzył w twarz ogrodnika, który w finale filmu sprawił lanie chłopcu.